# Фолгоза (Армамар)
Фолгоза (порт. Folgosa) — район (фрегезия) в Португалии, входит в округ Визеу. Является составной частью муниципалитета Армамар. По старому административному делению входил в провинцию Траз-уж-Монтиш и Алту-Дору. Входит в экономико-статистический субрегион Доуру, который входит в Северный регион. Население составляет 503 человека на 2001 год. Занимает площадь 4,77 км².